# Де Грофе, Эдуард Рудольфович
Де Грофе Эдуард Рудольфович (1858-после 1902) — кораблестроитель, старший судостроитель при Санкт-Петербургском порте, наблюдающий за постройкой кораблей Российского императорского флота, строитель крейсера «Аврора».

## Биография
Родился 15 января 1858 года. В службе с 1875 года. В 1878 году окончил кораблестроительное отделение Техническое училище Морского ведомства в Кронштадте и произведён в кондукторы. В 1879 году произведён в офицеры Корпуса корабельных инженеров. В 1884 году окончил кораблестроительное отделение Николаевской Морской академии.
В 1886 году, после стажировки на заводе Нормана в Гавре (Франция), был наблюдающим по корпусу при строительстве двух миноносцев для Российского императорского флота «Ревель» (спущен в августе 1886) и «Свеаборг» (19 сентября 1886) .
В 1888 году по предложению Морского министерства был назначен наблюдающим за постройкой двух миноносцев типа «Нарген» («Нарген» и «Гогланд»), которые строились на верфи Крейтона в Або и спущены на воду в ноябре—декабре 1889 года.
В 1895—1896 годах в Гавре был наблюдающим за постройкой крейсера 1 ранга «Светлана» (спущен на воду в декабре 1896 года).
3 июня 1896 года младший судостроитель Э. Р. де Грофе был назначен главным строителем крейсера «Аврора». 7 сентября 1896 года в деревянном эллинге Нового Адмиралтейства приступил к работе на плазе. 10 октября 1896 года Э. Р. де Грофе, получивший новое назначение на постройку крейсера «Аскольд» в Германии, передал дела главного строителя «Авроры» корабельному инженеру К. М. Токаревскому. В декабре 1899 года де Грофе прибыл в Киль, где строился крейсер «Аскольд», в помощь наблюдающему за постройкой капитану 2 ранга Н. К. Рейценштейну. Параллельно со строительством «Аскольда» был наблюдающим за постройкой броненосного крейсера «Богатырь» на заводе «Вулкан» в Штетине.
В июне 1899 года Э. Р. Де Грофе, по указанию управляющего Морским министерством был направлен в Ньюкастл для осмотра повреждений ледокола «Ермак» после его первого плавания в Северном Ледовитом океане.
16 ноября 1900 года назначен старшим судостроителем при Санкт-Петербургском порте. 6 декабря 1901 года в звании. Дальнейшая судьба неизвестна.

## Семья
Жена — Анна Де Гроффе (в девичестве Стемман) (1863—1939). Вышла замуж за Де Грофе в 1882 году, в возрасте 19 лет.

## Награды
- Орден Святой Анны 2 степени (18 апреля 1899),
- Орден Святого Станислава 3 степени (1896),
- Серебряная медаль «В память царствования императора Александра III» (1896),
- Орден Короны 2 класса (1902, Пруссия)[1].